# Longmenfan (sockenhuvudort i Kina, Jiangxi Sheng, lat 28,50, long 117,65)
Longmenfan (kinesiska: 龙门畈) är en sockenhuvudort i Kina. Den ligger i provinsen Jiangxi, i den sydöstra delen av landet, omkring 170 kilometer öster om provinshuvudstaden Nanchang. Antalet invånare är 17 484. Befolkningen består av 8 674 kvinnor och 8 810 män. Barn under 15 år utgör 26,0 %, vuxna 15-64 år 63 %, och äldre över 65 år 9,0 %.
Runt Longmenfan är det ganska tätbefolkat, med 230 invånare per kvadratkilometer. Närmaste större samhälle är Xintan, 18,8 km söder om Longmenfan. I omgivningarna runt Longmenfan växer huvudsakligen savannskog.
Genomsnittlig årsnederbörd är 2 755 millimeter. Den regnigaste månaden är juni, med i genomsnitt 477 mm nederbörd, och den torraste är oktober, med 35 mm nederbörd.